# Nerviliinae
De Nerviliinae vormen een subtribus van de Nervilieae, een tribus van de orchideeënfamilie (Orchidaceae).
De naam is afgeleid van het geslacht Nervilia.
Nerviliinae zijn voornamelijk terrestrische orchideeën (aardorchideeën) die fototroof of mycoheterotroof (epiparasitisch) zijn. Ze zijn gekenmerkt door het bezit van één solitair blad aan de bloeistengel.
De subtribus is monotypisch, dus bevat slechts één geslacht, Nervilia, met in totaal een vijfenzestig soorten orchideeën, voornamelijk uit Afrika, Arabisch schiereiland en Australië.

## Taxonomie
Dressler beperkte deze tribus tot één geslacht.
- Geslacht:
  - Nervilia